# Love Buzz
Love Buzz är en singel från 1988 av det amerikanska grungebandet Nirvana, vilken släpptes som den enda singeln från bandets debutalbum Bleach. "Love Buzz" är en coverversion på låten med samma namn av Shocking Blue, skriven av deras gitarrist Robbie van Leeuwen och först utgiven på den internationella utgåvan av studioalbumet At Home från 1969.
Det var efter Jonathan Poneman från Sub Pop hade hört en demoutgivning av Nirvana som han bad bandet att spela in en singel för skivbolaget. "Love Buzz" valdes ut som singelns A-sida, vilket Kurt Cobain till en början motsatte sig. "Big Cheese" valdes ut som B-sida och inspelningen av singeln ägde rum vid fyra olika tillfällen mellan juni och september 1988. Tio sekunder av Cobains ljudkollage från demoutgivningen Montage of Heck lades in i början av singelversionen av "Love Buzz", något som senare inte kom med på albumversionen av låten.
"Love Buzz" lanserades den 1 november 1988 via Sub Pop i en upplaga som begränsades till 1 000 kopior. I november 1989 valdes "Love Buzz" som första skiva till Sub Pops Singles Club. Recensenterna har främst varit positivt inställda till Nirvanas coverversion, dock ansåg låtskrivaren van Leeuwen att Nirvanas version var underlägsen originalet.

## Bakgrund och inspelning
Jonathan Poneman från Sub Pop var imponerad av Nirvanas tidigare demoutgivning och valde att ge bandet en chans att spela in en singel för skivbolaget. Poneman valde ut "Love Buzz" till den låt som skulle bli singelns A-sida även om Kurt Cobain till en början satte sig emot beslutet. Nirvana hade sedan de spelat in sina förra demoutgivning bytt ut trumslagaren Dale Crover till Chad Channing och de återvände till studion Reciprocal Recording i Seattle, Washington för att spela in singeln vid fyra olika tillfällen under 1988: 11 och 30 juni, 16 juli samt 27 september.
Från början skulle "Blandest" ha varit B-sida på singeln, men inspelningen av denna låt var inte framgångsrik. Producenten Jack Endino lyckades övertala Nirvana att välja "Big Cheese" som B-sida istället eftersom han ansåg att den låten var "mer livlig". Poneman var inte nöjd med den första mixningen av "Love Buzz" och Cobain tvingades att återvända till studion för en ny tagning. Utöver dessa låtar spelades även andra låtar in under de fyra studiosessionerna såsom "Mr. Moustache", "Sifting", "Blew", "Floyd the Barber" och "Spank Thru", där Endino bidrog med bakgrundssång på den senare.

## Komposition och låttext
Singelversionen av "Love Buzz" är något annorlunda jämfört med den version som kom med på Nirvanas debutalbum Bleach. Singelversionen innehåller ett tio sekunder långt intro i form av ett ljudkollage som inte finns med på debutalbumet; introt var från början trettio sekunder långt, men klipptes ned på begäran av Sub Pop. Detta intro är en kort del av det 8 minuter långa ljudkollaget Cobain skapade på demoutgivningen Montage of Heck, vilket han från början ville inkludera på "Love Buzz"-singeln. När "Love Buzz" skulle mixas om för Bleach glömde Cobain att ta med sig det tidigare kassettbandet, vilket ledde till att introt inte kom med på albumet.
I Nirvanas coverversion av "Love Buzz" valdes en av verserna bort från låten jämfört med Shocking Blues originalversion från 1969. Cobain har senare sagt sig vara missnöjd med kompositionen av låten och han kallade inspelningen av "Love Buzz" för "mesig". Nirvana var under inspelningarna fortfarande bittra över Ponemans beslut att välja "Love Buzz" som bandets första singel. Därför, efter att de var färdiga med inspelningen av "Blandest", valde de att spela in "Big Cheese"; en låt som riktade sig mot Poneman.

## Lansering och mottagande
"Love Buzz" lanserades den 1 november 1988 i USA via Sub Pop. Singeln begränsades till 1 000 kopior (1 200 kopior av singeln trycktes av Sub Pop, men 200 av dessa kopior var enbart promosinglar), vilket efter Nirvanas genombrott har gjort den till ett samlarobjekt. I november 1989 valdes "Love Buzz" som första skiva till Sub Pops Singles Club, vilken pågick fram till december 1993. "Love Buzz" var inte med på den ursprungliga brittiska utgåvan av Bleach utan var istället ersatt av "Big Cheese". På den brittiska CD-utgåvan från 1992 var "Love Buzz" återställd som låt nummer 5 och "Big Cheese" kom istället med som en bonuslåt. "Love Buzz" var även en av låtarna som kom med på Nirvanas första EP Blew som lanserades 1989. Inristat på själva singelns skiva står "Why don't you trade those guitars for shovels?" (ungefärligt översatt till "Varför byter ni inte ut era gitarrer mot skyfflar?"), vilket var ett uttryck Krist Novoselics far ibland använde sig av.

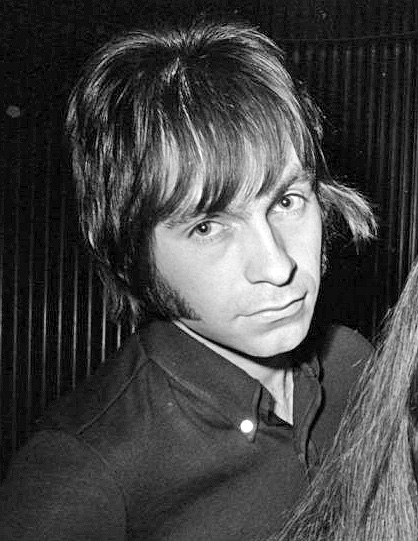
Låtskrivaren Robbie van Leeuwen ansåg att Nirvanas coverversion av "Love Buzz" var underlägsen originalet av Shocking Blue.

Den första recensionen av "Love Buzz", vilket även var den första recensionen av Nirvana som band, var negativ. Bandet kallades för "en sämre variant av Lynyrd Skynyrd", vilket gjorde Cobain upprörd eftersom han kände sig förnedrad. I sin recension i Melody Maker 1989 hyllade Everett True Nirvana. Han skrev att singeln innehöll "kärlekslåtar för de mentalt störda" och han gjorde "Love Buzz" till veckans singel i tidskriften. John Robb från Sounds gjorde även han "Love Buzz" till veckans singel i den tidskrift han skrev för och han har efteråt ansett att Cobains röst i låten inte var olik John Lennons i det att den var rå, känslosam och hade en kraft som sökte sig in i lyssnarens själ. Daniel Dias från Sputnikmusic ansåg att "Love Buzz" inte var en stark låt, men de positiva sidorna tyckte han var refrängen samt Novoselics basspelande. Per Hägred från Expressen var positiv till låten och skrev i sin recension från 2009 att "[k]raften i 'Love buzz' [sic] blåser bort 'Like a prayer' [sic], 'The Look' och annat från 1989." Edwin Pouncey från New Musical Express kallade låten för "briljant" och Bruce Pavitt, grundaren av Sub Pop, har sagt att "Love Buzz" indikerade den riktning Nirvanas låtskrivande var på väg. Låtskrivaren för "Love Buzz", Robbie van Leeuwen, hörde talas om Nirvanas coverversion när han var på besök i Hilversum, Nederländerna och han bestämde sig för att lyssna igenom Bleach. Dock köpte van Leeuwen inte albumet eftersom han tyckte att Nirvanas coverversion av "Love Buzz" var underlägsen originalet.
Nirvanas coverversion av "Love Buzz" kom på plats 2 på listan "10 Cover Songs Better Than the Originals" av Diffuser.fm. "Love Buzz" hamnade på plats 14 över de 20 mest spelade Nirvana-låtarna någonsin i Storbritannien, vilket var en lista framtagen av Phonographic Performance Limited för att hedra Cobains 50-årsdag den 20 februari 2017.

## Coverversioner
Flera artister har gjort coverversioner av "Love Buzz". Förutom Nirvanas version av låten har Hatcham Social släppt sin coverversion på EP:n Party 2008. 1990 släpptes Lithium X-mas version av "Love Buzz" på albumet Dude You Rock och Anikas coverversion lanserades 2013 på EP:n Anika EP. Circa Survive spelade in en cover av låten för hyllningsalbumet Doused in Mud, Soaked in Bleach.
"Love Buzz" har även samplats i låtar såsom The Prodigys "Phoenix" från Always Outnumbered, Never Outgunned, Lil' Kims "Kitty Box" från The Naked Truth och Malk de Koijns "5-øres ting" från Toback to the Fromtime.

## Låtlista
| Nr | Titel      | Kompositör                   | Längd |
| -- | ---------- | ---------------------------- | ----- |
| 1. | Love Buzz  | Robbie van Leeuwen           | 3:45  |
| 2. | Big Cheese | Kurt Cobain, Krist Novoselic | 3:42  |